# مام (بو زدا)

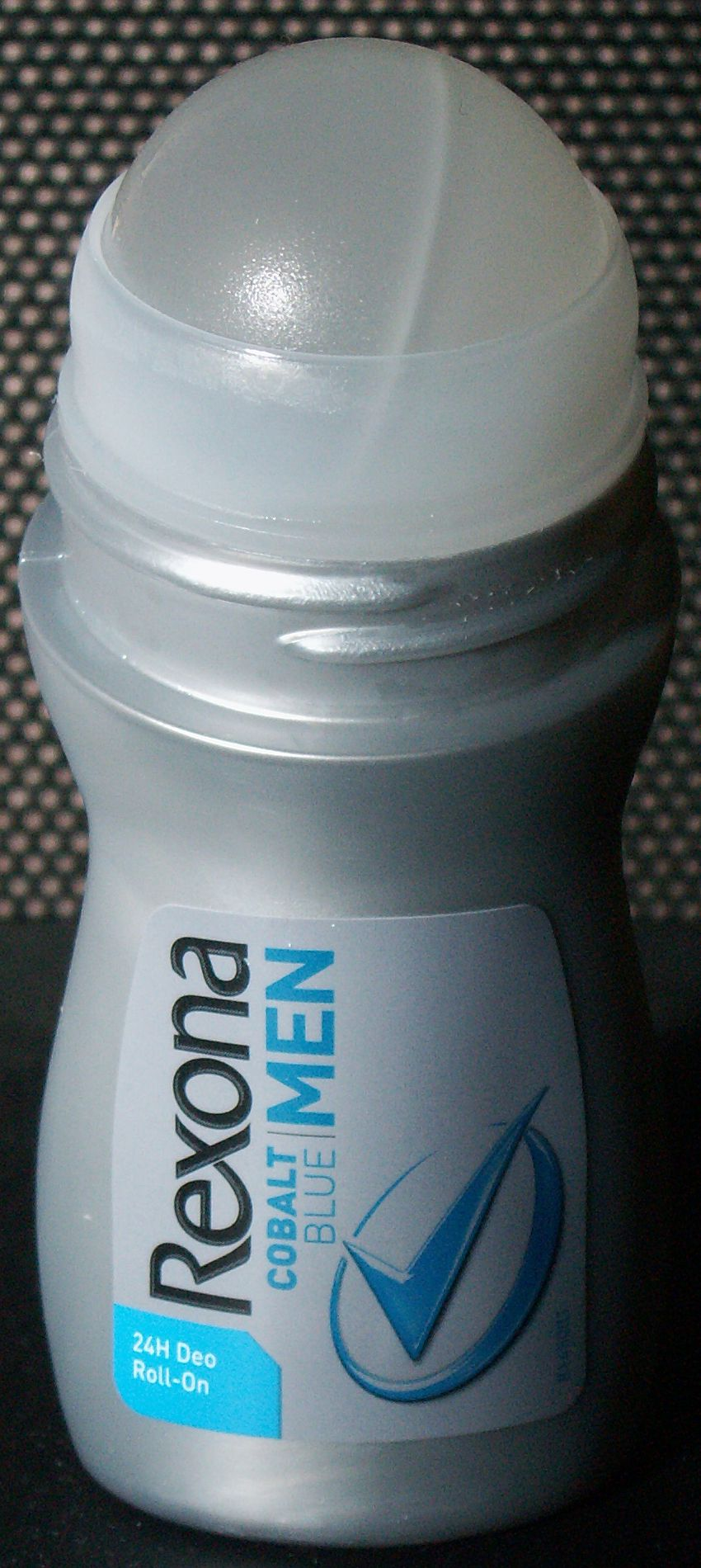
در ایران به دئودورانت‌های سر غلتکی که برای زیر بغل استفاده می‌شود معمولاً مام می‌گویند

مام نخستین برند دئودورانت‌ها بود. این بوزدا دربردارنده روی در جایگاه مایهٔ موثره آن است. این برند در سال ۱۸۸۸ از طرف ادنا مورفی در فیلادلفیا ثبت و گسترش داده‌شد. مام در آغار درون یک شیشهٔ کوچک به فروش می‌رسید و مثل کرم با نوک انگشت به‌کارگیری می‌شد. این کمپانی کوچک در سال ۱۹۳۱ از سوی بریستول-مایرز اسکوئیب خریداری شد.

## بن‌مایه
- همکاری‌کنندگان ویکی‌پدیا، «Mum»، ویکی‌پدیای انگلیسی، دانشنامهٔ آزاد (بازیابی ۱۵ مرداد ۱۳۹۴)